# Violet Hill
«Violet Hill» es una canción de la banda británica Coldplay. Fue escrita por todos los miembros de la banda para su cuarto álbum de estudio, Viva la Vida or Death and All His Friends. Construida sobre un repetitivo acompañamiento de guitarra eléctrica, posee un tempo muy marcado por la batería y el piano. «Violet Hill» fue la primera canción de Coldplay escrita en protesta de las guerras. En su lanzamiento, el sencillo recibió buenas críticas. Salió a la venta como el principal sencillo de Viva la Vida or Death and All His Friends, alcanzando el puesto número cuarenta en el Billboard Hot 100 y el número ocho en la UK Singles Chart.
La canción se incluyó en el videojuego de 2007 Guitar Hero III: Legends of Rock, como así en Guitar Hero On Tour: Modern Hits. Además, recibió nominaciones para los premios otorgados por la revista Q en las categorías de Mejor Canción de Rock y Mejor Interpretación Vocal de un Dúo o Grupo con Vocalista. Su video promocional fue nominado en los premios otorgados por MTV a Mejor video con Efectos Especiales. Muchas canciones incorporaron diferentes partes de este sencillo mediante el método de la muestra y además se hicieron varias versiones de la misma.

## Contexto y composición
El vocalista Chris Martin reveló que la banda había escrito las primeras líneas de la canción y su título varios años antes, pero no la terminó hasta 2007, durante la grabación de Viva la Vida or Death and All His Friends. Martin dijo a la revista Rolling Stone que la letra del tema habla de «un carnaval de idiotas en un espectáculo», y que la línea que dice «a fox became God», es un comentario sobre la influencia de los medios de comunicación en la opinión de la gente, tomando como referencia a Fox News. «Un día estaba mirando por televisión a Bill O'Reilly y se me ocurrió cómo terminar la canción. Mi mejor amigo, Tim [...] había tenido un problema con su jefe, y eso me hizo reflexionar sobre el hecho de que mucha gente pasa toda su vida obedeciendo las órdenes de alguien a quien odian». El ritmo de la canción se va fortaleciendo en torno al guitarrista Jonny Buckland, que toca un solo. Martin Keilty, que escribió para Diffuser, describió la canción como una «marcha de blues rock sucia».
Durante una entrevista con MTV, el bajista Guy Berryman dijo que la canción era una de aquellas que habían sido creadas mucho tiempo atrás y que se debía elegir si tendría que estar en el álbum o no. Phil Harvey, el mánager, les recomendó añadirla, lo que hizo que la banda apurara su decisión. «Violet Hill» es la primera canción de Coldplay compuesta como protesta por las guerras. Su título se inspiró en una calle de Londres, cercana a Abbey Road.

## Análisis
«Violet Hill» presenta una introducción hecha con sintetizadores que crean una determinada atmósfera, que da lugar a una melodía interpretada en el piano por Martin. El resto de los instrumentos hacen luego su aparición, y finalmente se escucha una guitarra distorsionada. Martin canta sobre carnavales, catedrales, religiones y guerras, culminando en un estribillo que posee la intensidad de un himno. El momento más intenso de la canción, según la crítica, es el solo de guitarra, interpretado por Jon Buckland.
La letra inicia con el verso «Was a long and dark December/From the rooftops I remember there was snow, white snow». Martin continúa cantando sobre los pensamientos de un soldado que va camino a una batalla. La línea «If you love me/Why'd you let me go?» habla de un hombre que ama a una mujer, pero que no es necesariamente correspondido. La canción termina con Martin tocando el piano y diciendo en voz baja «If you love me/Won't you let me know?» .
Según Neil McCormick, del Sydney Morning Herald, el verso «I don't want to be a soldier» es una forma de «hacer referencia a John Lennon». Este periodista añade además que «Martin le dio su propio toque poético» con el verso «Who the captain of some sinking ship would stow/far below/ If you love me, why'd you let me go?». «December» fue una canción compuesta por Martin y Buckland en 1997, lo que se puede escuchar en el verso «Was a long and dark December».

## Lanzamiento como sencillo

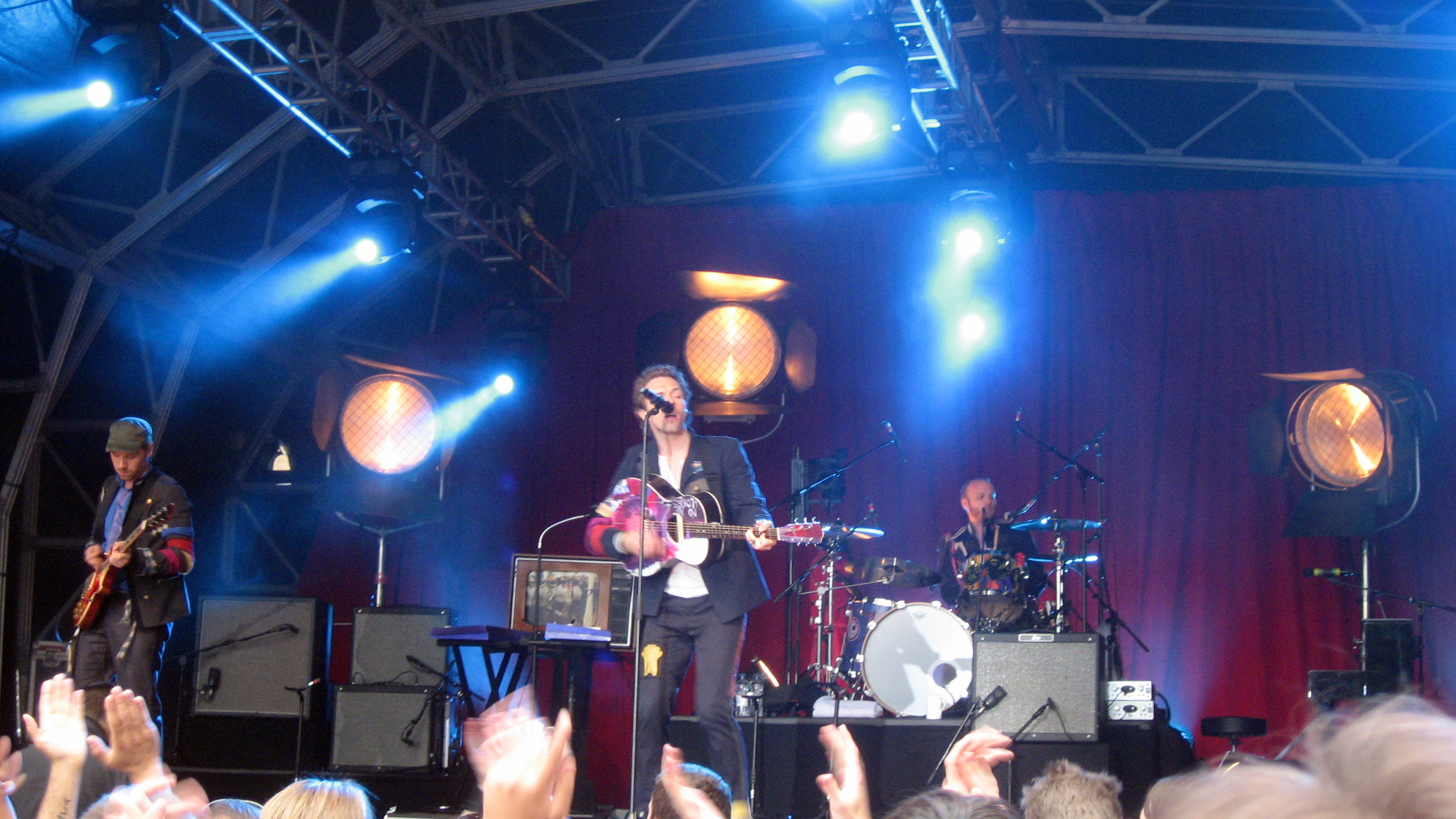
Coldplay durante un concierto en vivo interpretando «Violet Hill».

La banda anunció el 28 de abril de 2008 que sacarían a la venta «Violet Hill» como sencillo en su sitio web oficial, habilitando desde allí la descarga gratuita. Sin embargo, se sacó a la venta en iTunes el 6 de mayo. Se estima que aproximadamente 600 000 personas descargaron una versión gratuita del sencillo desde su lanzamiento a las 12:15 UTC el 29 de abril. Durante la semana siguiente, «Violet Hill» se descargó alrededor de dos millones de veces desde el sitio oficial de Coldplay.
Coldplay lo puso a la venta en Estados Unidos el 9 de mayo de 2008 como sencillo principal del álbum. Para entonces, se creó una copia en formato de disco de vinilo que se regaló con cada ejemplar de la revista NME, con "A Spell a Rebel Yell" como lado B. En muchas otras de sus versiones, la canción "Lost?", una versión acústica de "Lost!" aparece como lado B.
El sencillo debutó en el Billboard Hot 100 en el puesto número 40 el 24 de mayo de 2008. Tres semanas después de su lanzamiento, el tema se posicionó en el noveno lugar en el Hot Modern Rock Tracks. Se ubicó en el sexto puesto en Canadá y en el octavo en la UK Singles Chart, haciéndolo el segundo sencillo de la historia en figurar en un Top 10 sin haber sido sacado a la venta físicamente. «Violet Hill» recibió un Disco de Platino otorgado por la Associação Brasileira dos Produtores de Discos.

### Recepción
La canción recibió buena crítica. En la revisión de Los Angeles Times de Viva la Vida or Death and All His Friends, Todd Martens escribió: "La primera aparición de la guitarra eléctrica en la canción se da después de una introducción que crea ambiente, y le da un toque eléctrico a la melodía del piano. Martin canta con una confianza que se hace más evidente en los conciertos de Coldplay que en el estudio". Simon Vozick-Levinson, de la revista Entertainment Weekly escribió por su parte: "«Violet Hill» empieza con una melodía de sintetizadores que bien podría ser música para aeropuertos y continúa con un punzante solo de guitarra que hace que la canción suena más fría que ninguna otra de Coldplay". Kristina Feliciano, de la revista Paste escribió: "Existen dos experiencias distintas de Coldplay, una de ellas se da cuando Chris Martin cambia su falsete por un registro más grave y profundo, como hace en «Violet Hill»". Mikael Wood, de la revista Spin comentó que "«Violet Hill» combina el delicado estilo de Brian Eno y las guitarras de Black Sabbath". Darcie Stevens, de Austin Chrnicle dijo que "mientras que el cuarto álbum de la banda empieza siendo dulce y liviano, su poder estalla con la potente «Violet Hill»". La canción figuró en la lista de las mejores de mayo de 2009 de la Rolling Stone, donde la crítica la llama "un (relativo) ataque de hard rock a Fox News desde Inglaterra". Aparece en la serie One Tree Hill.
El video oficial de «Violet Hill» fue nominado a Mejor video musical en los Premios MTV de 2008, y también a los premios otorgados por la revista Q. También recibió nominaciones a los Premios Grammy en las categorías de Mejor Canción y Mejor Interpretación Vocal de un Dúo o Grupo con Vocalista.

## Video promocional
Para acompañar su lanzamiento como sencillo, se grabó un video promocional, que se pudo transmitir por primera vez el 18 de mayo de 2008. Fue dirigido por Asa Mader, y varias partes se filmaron en Sicilia. Un video alternativo, llamado "Dancing Politicians" ("Bailarines políticos") se publicó el 17 de mayo en el sitio oficial de la banda y fue dirigido por Mat Whitecross. Este video se hizo con distintos fragmentos extraídos de canales de noticias que muestran a varios políticos y escenas de guerra, mientras que un estallido de fuegos artificiales indica el final del mismo. Personalidades destacadas como George W. Bush, Fidel Castro, Richard Nixon, Hugo Chávez, Robert Mugabe, Osama bin Laden, Saddam Hussein, Boris Yeltsin, Bill y Hillary Clinton, Tony y Cherie Blair, Barack Obama, la reina Isabel II y el príncipe Felipe aparecen en las distintas escenas del video.

## Listado de canciones
| Sencillo en CD |               |          |  |
| N.º            | Título        | Duración |  |
| 1.             | «Violet Hill» | 3:50     |  |
| 2.             | «Lost?»       | 3:39     |  |

| Vinilo de 7 pulgadas |                        |          |  |
| N.º                  | Título                 | Duración |  |
| 1.                   | «Violet Hill»          | 3:49     |  |
| 2.                   | «A Spell A Rebel Yell» | 2:46     |  |

| Descarga Digital |               |          |  |
| N.º              | Título        | Duración |  |
| 1.               | «Violet Hill» | 3:49     |  |

| CD Promocional |                      |          |  |
| N.º            | Título               | Duración |  |
| 1.             | «Violet Hill» (Edit) | 3:21     |  |

## Personal
- Chris Martin - voz, guitarra acústica, sintetizador, piano
- Jonny Buckland - guitarra eléctrica, segunda voz
- Guy Berryman - bajo, segunda voz
- Will Champion - segunda voz, batería

## Posiciones en las listas
| Lista (2008)                           | Posición más alta |
| -------------------------------------- | ----------------- |
| Argentina Top 20                       | 3                 |
| Australian ARIA Singles Chart          | 9                 |
| Ö3 Austria Top 40                      | 11                |
| Belgian Ultratop 50 Singles (Flanders) | 10                |
| Belgian Ultratop 40 Singles (Wallonia) | 7                 |
| Canadian Hot 100                       | 6                 |
| Chile Top 20                           | 11                |
| Czech IFPI Airplay Chart               | 14                |
| Danish Singles Chart                   | 11                |
| Dutch Top 40                           | 9                 |
| European Hot 100 Singles               | 9                 |
| French SNEP Singles Chart              | 36                |
| German Singles Chart                   | 10                |
| Irish Singles Chart                    | 13                |

| Lista (2008)                        | Posición más alta |
| ----------------------------------- | ----------------- |
| Italian FIMI Singles Chart          | 9                 |
| Japan Hot 100 Singles               | 22                |
| New Zealand RIANZ Singles Chart     | 5                 |
| Norwegian Singles Chart             | 8                 |
| Slovak IFPI Airplay Chart           | 21                |
| Swedish Singles Chart               | 8                 |
| Swiss Singles Chart                 | 11                |
| UK Singles Chart                    | 8                 |
| US Billboard Hot 100                | 40                |
| US Billboard Hot Modern Rock Tracks | 9                 |
| US Billboard Pop 100                | 38                |
| US Billboard Triple A               | 1                 |